# Abronia zongolica
Abronia zongolica (зонгольська абронія) — вид веретільницеподібних ящірок родини веретільницевих (Anguidae). Ендемік Мексики. Описаний у 2022 році.

## Опис
Довжина самця (без врахування хвоста) становить 96-112 мм, довжина самиці 87 мм. Хвіст у 1,5 рази довший за довжину решти тіла.

## Поширення і екологія
Зонгольські абронії відомі з типової місцевості, розташованої в муніципалітеті Мікстла-де-Альтамірано в горах Сьєрра-де-Зонголіка в штаті Веракрус, на висоті 1600 м над рівнем моря.